# Joel Pizzini
Joel Pizzini Filho ou simplesmente Joel Pizzini (Rio de Janeiro, 1960) é um cineasta brasileiro. Seu trabalho no cinema inclui direção, roteiro, produção e cinematografia. Realizou os filmes Dormente (2005), 500 Almas (2004), Glauber Rocha (2004), realizado para a tv, Abry (2003), Enigma de um Dia (1996) e Caramujo-Flor (1988).
Recebeu diversos prêmios por seus filmes, entre eles o Prêmio Glauber Rocha de melhor filme concedido pela Jornada Internacional de Cinema da Bahia (1997), por Enigma de um Dia, o Prêmio de Melhor Filme do Festival de Cinema de Brasília, por 500 Almas (2004) e o prêmio de Melhor Documentário Prêmio CPFL Energia É Tudo Verdade "Janela para o Contemporâneo" para Mr. Sganzerla – Os Signos da Luz (2012). 
Foi casado com Paloma Rocha, filha de Glauber, e co-diretor do projeto de restauração dos filmes de Glauber Rocha. Colabora com o Tempo Glauber, projeto de preservação da memória do cineasta baiano.

## Filmografia
- Último trem (2014)
- Olho Nu (2012)
- Mr. Sganzerla – Os Signos da Luz (2012)
- Dormente (2005)
- 500 Almas (2004)
- Glauber Rocha (2004), realizado para a tv
- Abry (2003)
- Enigma de um Dia (1996)
- Caramujo-Flor (1988)